# Protilemoides buergersi
Protilemoides buergersi – gatunek chrząszcza z rodziny kózkowatych i podrodziny zgrzypikowych. Jedyny przedstawiciel rodzaju Protilemoides.

## Zasięg występowania
Gatunek ten występuje w Papui Nowej Gwinei.